# Thomas Vesey (1er vicomte de Vesci)
Thomas Vesey, 1er vicomte de Vesci et 2e baron Knapton (mort le 13 octobre 1804), est un pair anglo-irlandais.

## Biographie
Lord de Vesci est le fils de John Vesey (1er baron Knapton) et d'Elizabeth Brownlow. Il hérite de la pairie de son père en 1761 et prend son siège à la Chambre des lords irlandaise. Le 19 juillet 1776, il est nommé vicomte de Vesci, d'Abbeyleix dans le comté de Queen's, dans la pairie d'Irlande.
Le 24 avril 1769, il épouse Selina Elizabeth Brooke, la fille aînée et cohéritière d'Arthur Brooke 1er baronnet. Lord de Vesci est remplacé dans ses titres par son fils aîné, John Vesey.